# Piragüisme als Jocs Olímpics d'estiu de 1972
Als Jocs Olímpics d'Estiu de 1972 celebrats a la ciutat de Múnic (en aquells moments República Federal d'Alemanya) es disputaren 11 proves de piragüisme, introduint-se per primera vegada la competició d'eslàlom en aigües braves.
En aquesta edició es realitzaren 7 proves en aigües tranquil·les, cinc en categoria masculina i dues en categoria femenina; i 4 proves en eslàlom, tres en categoria masculina i una en categoria femenina. La competició es desenvolupà entre els dies 29 d'agost i 10 de setembre de 1972 prop de la ciutat d'Ausburg.
Hi participaren un total de 330 piragüistes, entre ells 274 homes i 56 dones, de 30 comitès nacionals diferents.

## Resum de medalles

### Aigües tranquil·les

#### Categoria masculina
| Prova              | Or                                                                              | Argent                                                              | Bronze                                                           |
| C-1 1000 m Detalls | Ivan Patzaichin                                                                 | Tamás Wichmann                                                      | Detlef Lewe                                                      |
| C-2 1000 m Detalls | Unió SovièticaVladas Česiunas · Iuri Lobànov                                    | RomaniaIvan Patzaichin Serghei Covaliov                             | BulgàriaFedia Damiànov Ivan Burtxin                              |
| K-1 1000 m Detalls | Aleksandr Xaparenko                                                             | Rolf Peterson                                                       | Géza Csapó                                                       |
| K-2 1000 m Detalls | Unió SovièticaNikolai Gorbatxov · Víktor Kratassiuk                             | HongriaJózsef Deme · János Rátkai                                   | PolòniaWładysław Szuszkiewicz · Rafal Piszcz                     |
| K-4 1000 m Detalls | Unió SovièticaIuri Filàtov · Iuri Stetsenko · Vladímir Morózov · Valeri Didenko | RomaniaAurel Vernescu Mihai Zafiu Roman Vartolomeu Atanase Sciotnic | NoruegaEgil Søby · Steinar Amundsen · Tore Berger · Jan Johansen |

#### Categoria femenina
| Prova             | Or                                                    | Argent                             | Bronze                                  |
| K-1 500 m Detalls | Iúlia Riabtxinska                                     | Mieke Jaapies                      | Anna Pfeffer                            |
| K-2 500 m Detalls | Unió SovièticaLiudmila Khvedossiuk · Katerina Kurixko | RDAIlse Kaschube · Petra Grabowsky | RomaniaMaria Nichiforov Viorica Dumitru |

### Eslàlom

#### Categoria masculina
| Prova       | Or                                    | Argent                                  | Bronze                                   |
| C-1 Detalls | Reinhard Eiben                        | Reinhold Kauder                         | James McEwan                             |
| C-2 Detalls | RDAWalter Hofmann · Rolf-Dieter Amend | RFAHans-Otto Schumacher · Wilhelm Baues | FrançaJean-Louis Olry · Jean-Claude Olry |
| K-1 Detalls | Siegbert Horn                         | Norbert Sattler                         | Harald Gimpel                            |

#### Categoria femenina
| Prova       | Or               | Argent          | Bronze               |
| K-1 Detalls | Angelika Bahmann | Gisela Grothaus | Magdalena Wunderlich |

## Medaller
| Posició | País           | Or | Argent | Bronze | Total |
| 1       | Unió Soviètica | 6  | 0      | 0      | 6     |
| 2       | RDA            | 4  | 1      | 1      | 6     |
| 3       | Romania        | 1  | 2      | 1      | 4     |
| 4       | RFA            | 0  | 3      | 2      | 5     |
| 5       | Hongria        | 0  | 2      | 2      | 4     |
| 6       | Àustria        | 0  | 1      | 0      | 1     |
| 6       | Països Baixos  | 0  | 1      | 0      | 1     |
| 6       | Suècia         | 0  | 1      | 0      | 1     |
| 9       | Bulgària       | 0  | 0      | 1      | 1     |
| 9       | Estats Units   | 0  | 0      | 1      | 1     |
| 9       | França         | 0  | 0      | 1      | 1     |
| 9       | Noruega        | 0  | 0      | 1      | 1     |
| 9       | Polònia        | 0  | 0      | 1      | 1     |